# توماس كاستر
توماس كاستر (بالإنجليزية: Thomas Custer)‏ هو ضابط أمريكي، ولد في 15 مارس 1845 في أوهايو في الولايات المتحدة، وتوفي في 25 يونيو 1876 في مونتانا في الولايات المتحدة بسبب قتل في المعركة.